# Kanelalkohol
Kanelalkohol är en organisk förening som återfinns i form av estrar i storax, trädet Myroxylon balsamum och kanelblad. Det bildar i rent tillstånd vita kristaller eller en gul oljig vätska ifall det är förorenat. Ämnet kan framställas genom hydrolys av storax. Kanelalkohol doftar som hyacinter och används som parfym.

## Säkerhet
Kanelalkohol ska undvikas av personer med allergi.